# Paradorydium sefrense
Paradorydium sefrense är en insektsart som beskrevs av Puton 1898. Paradorydium sefrense ingår i släktet Paradorydium och familjen dvärgstritar. Inga underarter finns listade i Catalogue of Life.